# Guillermo Pallomari
Guillermo Alejandro Pallomari González alias Reagan,, né à María Elena le 1er octobre 1949, est un ancien comptable chilien qui eut un rôle clef dans le scandale du financement de la campagne présidentielle de 1994 en Colombie. 
Il fait partie du programme de protection des témoins aux États-Unis.

## Biographie
Guillermo Pallomari est né dans la commune chilienne de María Elena (Antofagasta).
Il est devenu le responsable administratif et comptable en chef de Miguel Rodriguez Orejuela, cofondateur du cartel de Cali.
Pallomari est capturé par le Bloc de recherche le 8 juillet 1994 dans son bureau à Cali, premier grand coup porté au cartel. Il admit avoir travaillé avec le cartel de 1990 à 1994 en tant que comptable, et délivra d'importantes informations permettant de tirer au clair les obscures ressources utilisées pour financer la campagne présidentielle d'Ernesto Samper. Depuis, il a été intégré au programme de Protection des Témoins des États-Unis.

## Culture populaire
- Dans la troisième saison de la série Narcos (Netflix, 2017), Pallomari est interprété par l'acteur espagnol Javier Cámara[4].